# 上傳天地
《上傳天地》（英語：Upload，又譯《上載新生》）是一部美國科幻喜劇電視劇，由格雷格·丹尼爾斯創作，第一季於2020年5月1日在亞馬遜影片播放。共10集同月，續訂第二季。於2022年3月11日播放，第二季共7集。2022年5月，續訂第三季。，於2023年10月20日首播。2024年3月，續訂第四季也是最後一季。
根据2024年10月10日的报道，第四季已完成拍摄。第四季於2025年8月25日播放。

## 劇情
2033年，人類能夠將自己「上傳」到他們所選擇的來世。當Nathan面對自己早死時，他在自己的天堂（虛擬世界）裡受到Nora的接待。

## 演員

### 主演
- 羅比·艾梅爾 飾 Nathan Brown
- 安迪·艾洛（英语：Andy Allo） 飾 Nora Antony
- 艾拉格·愛德華斯（英语：Allegra Edwards） 飾 Ingrid Kannerman
- 蔡伊納布·約翰遜（英语：Zainab Johnson） 飾 Aleesha
- 凱文·比格利 飾 Luke

### 常設
- Jordan Johnson-Hines 飾 Jamie
- 克里斯·威廉斯（英语：Chris Williams (actor)） 飾 Dave Antony
- Owen Daniels 飾 人工智能
- 安潔雅·羅森（英语：Andrea Rosen） 飾 Lucy
- Josh Banday 飾 Ivan
- 葛曉潔 飾 Mandi
- 潔西卡·塔克（英语：Jessica Tuck） 飾 Viv
- 威廉·B·戴維斯（英语：William B. Davis） 飾 David Choak
- Elizabeth Bowen 飾 Fran Booth
- Chloe Coleman 飾 Nevaeh
- 朱利安·克里斯多夫（英语：Julian Christopher） 飾 Ernie
- Rhys Slack 飾 Dylan
- Matt Ward 飾 Byron
- 巴克禮·荷蒲（英语：Barclay Hope） 飾 Oliver Kannerman
- Yvetta Fisher 飾 Batia
- Hilary Jardine 飾 Mildred
- Scott Patey 飾 Josh Pitzer

### 客串
- Justin Stone 飾 Dan the Orbit口香糖男人
- Philip Granger 飾 Uncle Larry
- Phoebe Miu 飾 Yang
- Brea St. James 飾 年長的Dylan
- Lucas Wyka 飾 Jack Kannerman
- 馬特·布朗格（英语：Matt Braunger） 飾 Brad
- 克里德·布萊頓（英语：Creed Bratton） 飾 Rupert Tilford

## 集數
| 集數 | 標題                                 | 導演                  | 編劇                       | 上線日期     |
| ---- | ------------------------------------ | --------------------- | -------------------------- | ------------ |
| 1    | "Welcome to Upload"                  | 格雷格·丹尼爾斯       | 格雷格·丹尼爾斯            | 2020年5月1日 |
| 2    | "Five Stars"                         | 格雷格·丹尼爾斯       | 格雷格·丹尼爾斯            | 2020年5月1日 |
| 3    | "The Funeral"                        | Jonathan van Tulleken | Mary Gulino                | 2020年5月1日 |
| 4    | "The Sex Suit"                       | Jonathan van Tulleken | Aasia Lashay Bullock       | 2020年5月1日 |
| 5    | "The Grey Market"                    | Kacie Anning          | Mike Lawrence              | 2020年5月1日 |
| 6    | "The Sleepover"                      | Kacie Anning          | Shepard Boucher            | 2020年5月1日 |
| 7    | "Bring Your Dad to Work Day"         | 大衛·羅傑斯           | Owen Daniels               | 2020年5月1日 |
| 8    | "Shopping Other Digital After-Lives" | 傑弗瑞·布里茨         | Alex Sherman & Alyssa Lane | 2020年5月1日 |
| 9    | "Update Eve"                         | 黛娜·里德             | 格雷格·丹尼爾斯            | 2020年5月1日 |
| 10   | "Freeyond"                           | 黛娜·里德             | 格雷格·丹尼爾斯            | 2020年5月1日 |

## 製作

### 開發
2017年9月8日，宣布亞馬遜已向格雷格·丹尼爾斯創作的新電視劇訂購試播集。2018年7月28日，宣布亞馬遜製作該劇共有10集的第一季。丹尼爾斯與霍華·克萊共同擔任執行製作人，該劇由3 Arts Entertainment製作。

### 選角
2018年1月，宣布羅比·艾梅爾和安迪·艾洛被揀選分別飾演男女主角。

## 外部連結
- 互联网电影数据库（IMDb）上《上傳天地》的资料（英文）
- 爛番茄上《上傳天地》的資料（英文）
- 豆瓣电影上《上傳天地》的資料 （简体中文）